# 出現しつつある多数派としての共和党
『出現しつつある多数派としての共和党』（しゅつげんしつつあるたすうはとしてのきょうわとう、英: The Emerging Republican Majority）は、アメリカの政治評論家ケヴィン・フィリップスの著書である。
本書は未邦訳のため、他にも『多数派となりつつある共和党』『共和党多数派の出現』『勃興する共和党多数派』などの訳で呼ばれることもある。

## 概要
本書の中で、フィリップスはフロリダからテキサス、アリゾナ、カリフォルニア州の南部に続く地域を初めて「サンベルト」と命名している。
また、本書は「1968年にニューディールによる民主党の覇権が終わりを告げる」「アメリカでこれから成長する南部や西部のサンベルト、そして中部アメリカの都市とその郊外などの地域で新生の共和党連合による支配が始める年になるだろう」などと、政治的激変の起きた1960年代は「進歩的な左派運動の時代ではなく、むしろアメリカ大衆によるポピュリスト的反抗やエスタブリッシュメントのリベラリズムを体現した人たちの社会的地位や税制などに対する反抗の時代」などとして論じている。
500ページ近くにも及ぶ本書は、事実や地図などを交えながら、同書ではGOPは伝統的な拠点としていた北東部を越えて、南や南西地域などのサンベルトと呼ばれる地域にいる白人の有権者に対して人種的・社会的問題に対してのアピールを二極化させて行うべきだと唱えた。
ニューズウィークは本書を「ニクソン時代の政治的聖書（the political Bible of the Nixon Era）」と名付け、書籍は国内の本屋などで広く流通された。